# Likasaari (ö i Kymmenedalen)
Likasaari är en ö i Finland. Den ligger i sjön Lovasjärvi och i kommunen Kouvola i den ekonomiska regionen  Kouvola ekonomiska region  och landskapet Kymmenedalen, i den södra delen av landet, 160 km nordost om huvudstaden Helsingfors. Öns största längd är 40 meter i nord-sydlig riktning.